# Yorck Kinogruppe

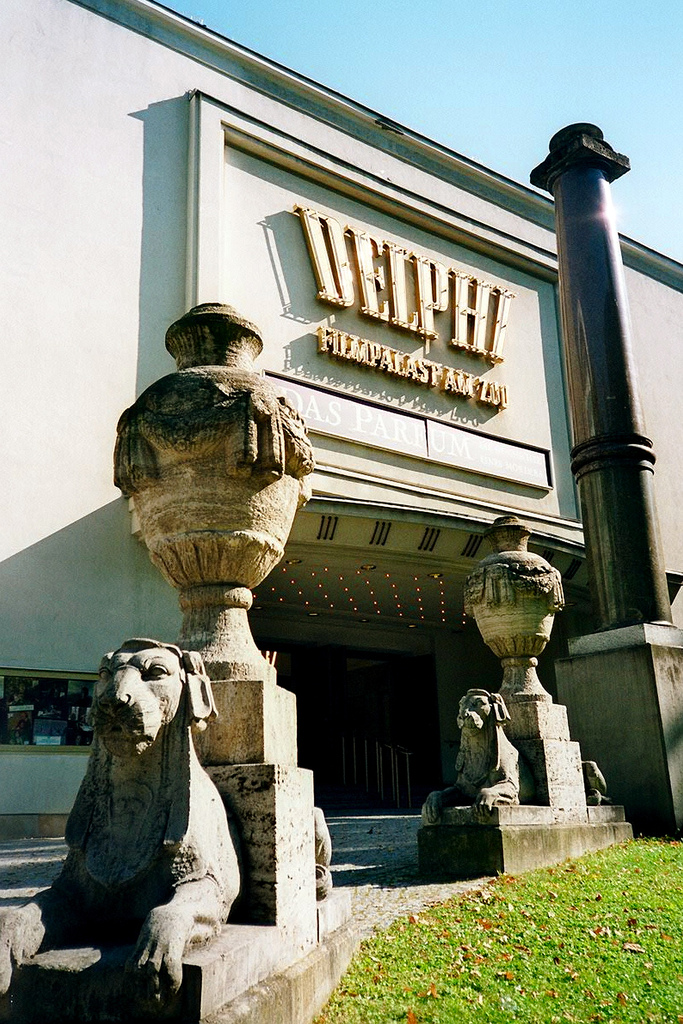
Delphi Filmpalast in Berlin

Die Yorck Kinogruppe (eigentlich: Yorck Kino GmbH) ist ein Berliner Kinounternehmen. Zu ihr gehören 14 Kinos im Stadtgebiet sowie ein Freiluftkino. Die Gruppe gilt als eine der einflussreichsten Akteure im Arthouse-Sektor und ist gemessen an der Anzahl der Kinos der größte unabhängige Berliner Kinobetreiber. Im Jahr 2003 wurde das Unternehmen als „Europäischer Kinobetreiber des Jahres“ gewürdigt.

## Profil
Fast alle Kinos der Gruppe bestehen aus historischen Sälen und Gebäuden des 20. Jahrhunderts, bei denen Saal und Architektur möglichst ursprungsgemäß erhalten worden sind. Rollberg und delphi LUX sind die einzigen in Neubauten beheimateten Kinos.
Jedes der Kinos besitzt ein individuelles Programmprofil, das auf Kino und den jeweiligen Kiez zugeschnitten ist. Inhaltlich liegt der Schwerpunkt der Gruppe auf sogenannten Arthouse-Filmen, wobei jedoch vereinzelt in manchen Häusern auch Blockbuster gezeigt werden.
Die Yorck Kinogruppe eröffnete die ersten (im Gegensatz zu den Kinos der alliierten Truppen für jedermann zugänglichen) Originalsprachenhäuser der Stadt. Entsprechend prägen Originalfassungen bis heute das Programm aller Häuser der Gruppe. Für ihr Programm erhalten die Kinos regelmäßig Auszeichnungen und Preise wie beispielsweise den Kinoprogrammpreis der Bundesregierung.
Das Unternehmen gibt das Filmmagazin Der Yorcker heraus und entwickelten eigenständige Reihen und Projekte wie Play it again oder die wöchentliche queere Filmnacht MonGay.
Ein weiterer Schwerpunkt der Arbeit der Gruppe liegt in der Arbeit mit Schulkindern und Jugendlichen. Bereits in den 1980er Jahren wurde das Programm Kino für Schulen etabliert, in dem das Unternehmen bis heute Sonderprogramme für Schulklassen anbietet.

## Geschichte

### Anfänge
Die Anfänge der Yorck Kinogruppe reichen bis in die späten 1970er Jahre zurück. Um den Studenten Christian Meincke (später: Filmverleiher/MFA-Filmverleih) bildete sich Anfang 1978 mit Manfred Salzgeber, Knut Steenwerth (Kinotechnik) und Georg Kloster – bis zu dieser Zeit im Berliner Kino Bali tätig und inzwischen Geschäftsführer des Unternehmens – ein Team, das sich des heruntergekommenen Kreuzberger Kiezkinos Yorck annahm. Die Unternehmer machten dieses von den Verleihern wenig beachtete Lichtspielhaus wirtschaftlich wieder attraktiv. Die Besucherzahlen stiegen und Filmverleiher ließen Erstaufführungen hier, weit entfernt vom Unterhaltungszentrum in Charlottenburg, zeigen.
Im Frühjahr 1979 festigten Kloster und Steenwerth – die anderen Mitarbeiter waren inzwischen ausgestiegen – ihre Position auf dem Berliner Kinomarkt durch die Eröffnung des Broadway am Tauentzien und des Rixi im Ortsteil Neukölln, das nach umfassender Renovierung unter der Bezeichnung Off (nun: Neues Off) bespielt wurde. Die Eröffnung des Broadway stellte in jener Zeit für einen Off-Kinobetreiber eine Sensation dar, lag es doch direkt auf der Berliner Kino-Renommiermeile, dem Kurfürstendamm, dessen Filmtheater Unterhaltungsfilme für die Allgemeinheit zeigten. Mit dem Broadway gab es nun hier das erste Programmkino.

### Nach der Wiedervereinigung
Nach dem Mauerfall übernahm die Yorck-Gruppe Anfang der 1990er Jahre erfolgreich das DDR-Premierenkino Kino International, das bis heute von der Gruppe betrieben wird.
Seit 2004 ist Christian Bräuer Geschäftsführer des Unternehmens neben Gründer Georg Kloster.
Um die Jahrtausendwende kam es zu einem Neubau-Boom von Multiplex-Kinos in der Stadt, was die überwiegend als Ein-Saal-Kinos betriebenen Filmtheater der Yorck-Gruppe stark unter Druck setzte. Die 2000er Jahre waren entsprechend von harten Einschnitten geprägt, Kinos wie das Manhattan oder Broadway mussten aufgegeben werden. Nach einer Überarbeitung des Gesamtkonzepts treten die Kinos seit 2009 nach außen unter der gemeinsamen Dachmarke Yorck Kinogruppe auf, behalten dennoch bis heute ihre individuellen Namen.

### 2010er Jahre

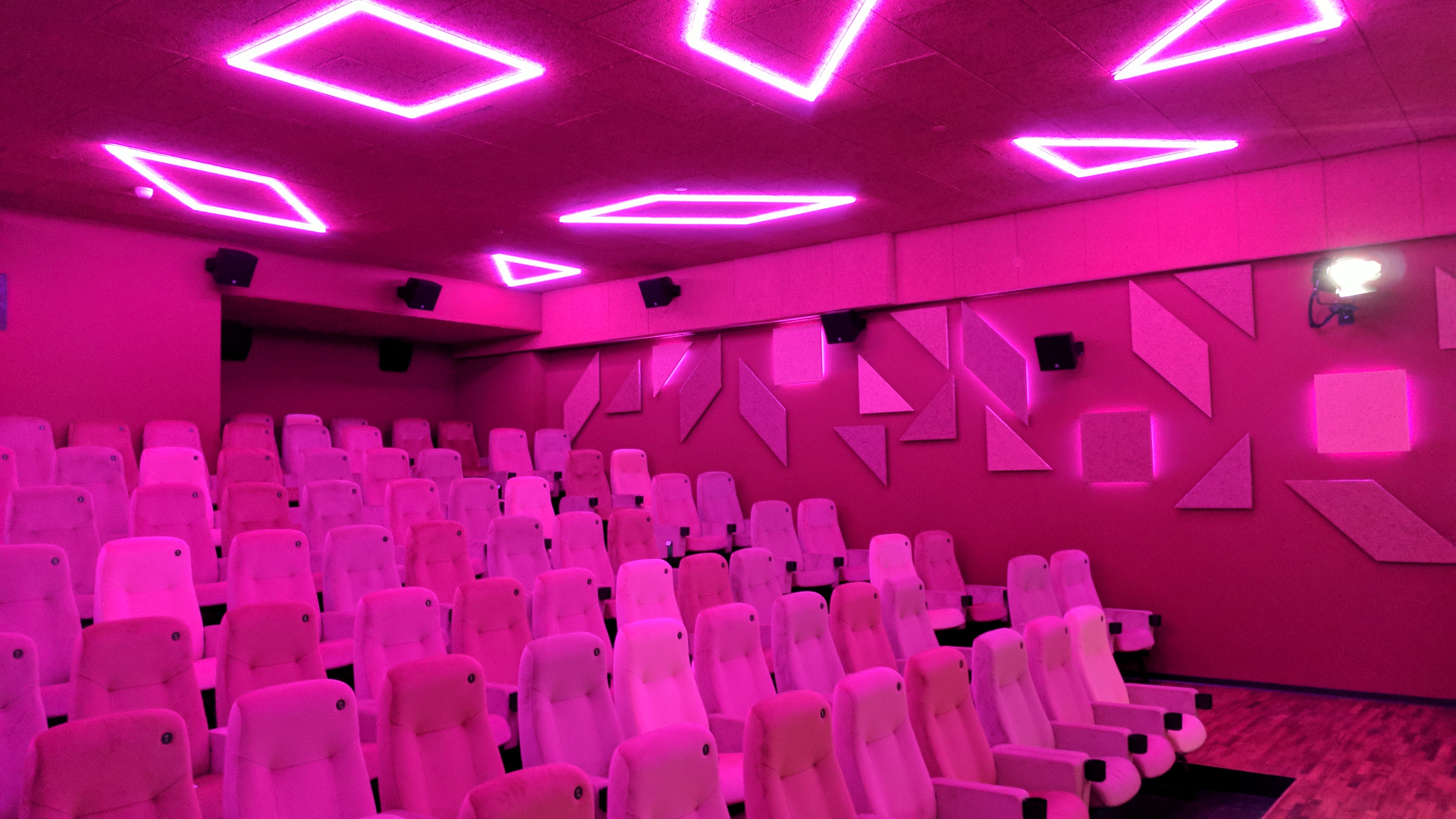
Saal 6 des 2017 eröffneten delphi LUX

Im Jahr 2017 eröffnete die Gruppe das Kino delphi LUX. Die ungewöhnliche Architektur des Kinos, bei dem jeder Saal ein anderes Farb- und Materialkonzept hat, fand international Beachtung. Nur zwei Jahre später erhielt das Kino den Spitzenpreis für das beste Jahresfilmprogramm bei der Verleihung der Kinoprogrammpreise der Bundesregierung.
Das Yorck-Gründungskino der Unternehmensgruppe war im Jahr 2017 von der Schließung bedroht, weil ein Investor an dieser Stelle ein Wohnhaus mit Tiefgaragen, Eigentumswohnungen und einigen Geschäften errichten lassen wollte. Im November 2016 hat der Bauausschuss des Bezirksamtes von Friedrichshain-Kreuzberg die Bauvoranfrage „aus stadtplanerischer Sicht abgelehnt“. Der Investor will aber in dem Neubau wieder ein Kino einplanen. Zu den Plänen ließ die Sprecherin der Kinogruppe verlauten: „Wir führen mit dem Vermieter konstruktive Gespräche, um den Kinostandort langfristig zu erhalten.“

### 2020er Jahre

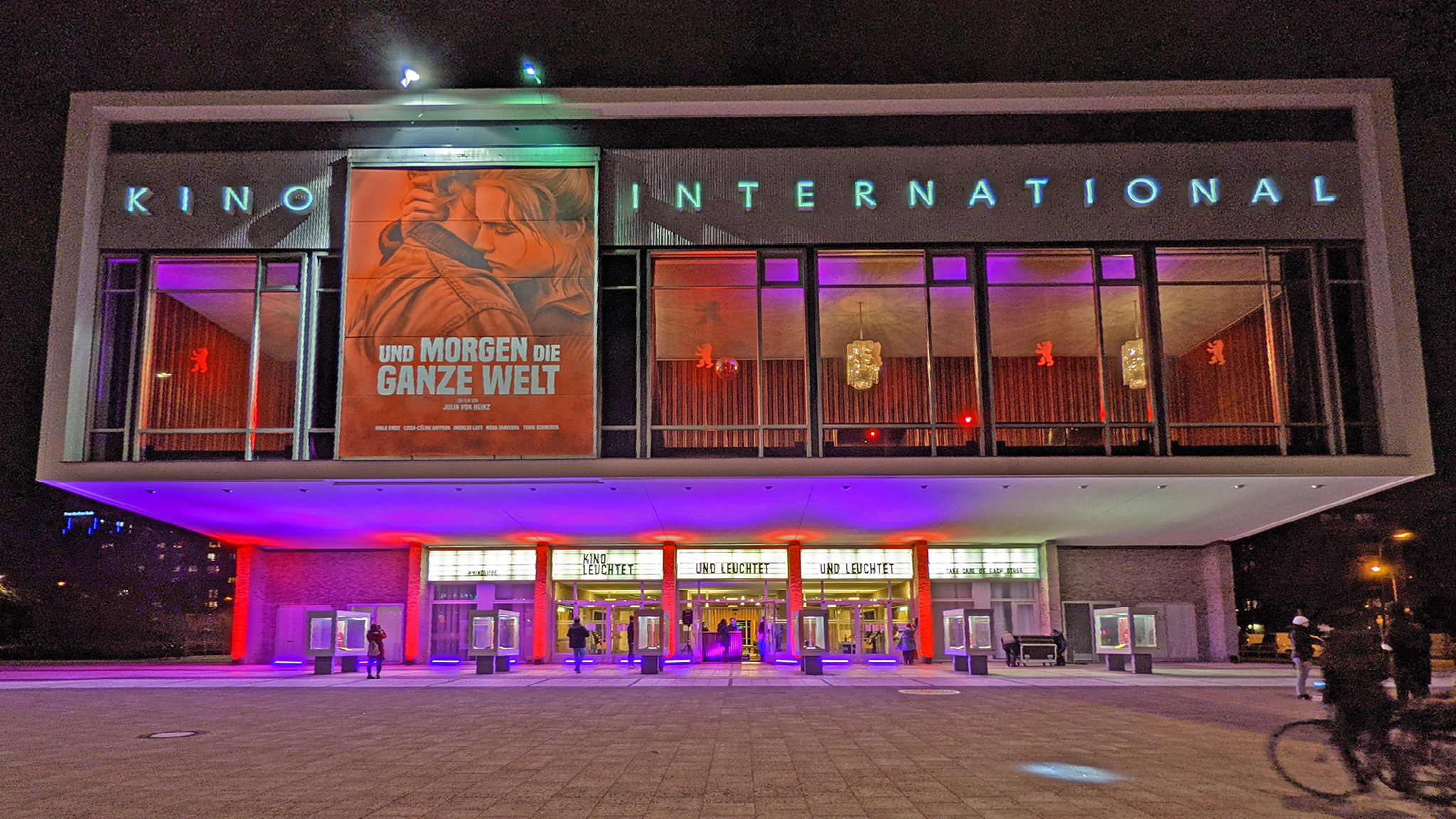
Das Kino International, Februar 2021

Bereits vor der COVID-19-Pandemie begann die Gruppe, ihre Bemühungen im Bereich Nachhaltigkeit deutlich zu verstärken. Im Zuge der AG-Kino-Initiative Kino natürlich wurde das Kino Blauer Stern nach der Übernahme umfassend umgebaut. Die Wiedereröffnung erfolgte im August 2020. Es gilt heute als eines der Referenzkinos der Initiative.
Wie alle anderen Kinos in Deutschland hatte die COVID-19-Pandemie die Kinos der Gruppe schwer getroffen. Bundespräsident Frank-Walter Steinmeier besuchte das Kino International, um sich von der schwierigen Situation von Kinos zu überzeugen. Nachdem die Kinos der Gruppe am 2. Juli 2020 nach Ende des ersten Lockdowns wiedereröffneten, mussten sie wenige Monate später wieder vorübergehend schließen.
Unter anderem als Reaktion auf die COVID-19-Pandemie hatte Geschäftsführer Christian Bräuer im Februar 2021 angekündigt, verstärkt in die Verbesserung ihrer digitalen Angebote zu investieren. Zudem hat die Gruppe ein eigenes Video-on-Demand-Portal mit dem Namen Yorck On Demand gestartet.
Im November 2022 begann ein Tarifkonflikt zwischen der Yorck-Kino GmbH und der Gewerkschaft ver.di, infolgedessen Mitarbeitende erstmals Warnstreiks durchführten. Nachdem sich Gewerkschaft und Unternehmen über Monate hinweg einander öffentlich Vorwürfe über zentrale Konfliktthemen wie Einstiegslohn und Befristungsquote erhoben, wurde aufgrund der festgefahrenen Situation am 19. Juni 2023 ein Schlichtungsverfahren mit Klaus Lederer als Vermittler eingeleitet. Am 21. November 2023 vermeldete ver.di nach erfolgreichem Ende des Schlichtungsverfahrens den Abschluss eines neuen Tarifvertrags, der eine Laufzeit bis 2026 vorsieht.
Im November 2023 wurde zudem bekannt, dass das Kino International ab Frühjahr 2024 für etwa zwei Jahre schließen wird. Als Grund gab die Gruppe umfangreiche Sanierungsarbeiten an. Am 13. Mai 2024 endete der Spielbetrieb des Kinos mit Vorstellungen der beiden Filmklassiker Dirty Dancing und Die Frauen.

## Kinos
(Anmerkung: Fett dargestellt = Namen der aktuell (Stand: 14. Mai 2024) von der Yorck-Kinogruppe bespielten Kinos.)
| Kino                          | Bezirk          | Status      | Zeit in Yorck-Gruppe | Erbaut |
| ----------------------------- | --------------- | ----------- | -------------------- | ------ |
| Yorck Kino                    | Kreuzberg       | in Betrieb  | seit 1978            | 1952   |
| Neues Off                     | Neukölln        | in Betrieb  | seit 1979            | 1918   |
| Odeon                         | Schöneberg      | in Betrieb  | seit 1982            | 1951   |
| Babylon (Kreuzberg)           | Kreuzberg       | in Betrieb  | seit 1983            | 1955   |
| Delphi Filmpalast             | Charlottenburg  | in Betrieb  | seit 1983            | 1949   |
| Passage Kino                  | Neukölln        | in Betrieb  | seit 1989            | 1910   |
| Kino International            | Mitte           | pausiert    | seit 1991            | 1963   |
| Capitol Dahlem                | Dahlem          | in Betrieb  | seit 1994            | 1946   |
| Cinema Paris                  | Charlottenburg  | in Betrieb  | seit 1994            | 1949   |
| Filmtheater am Friedrichshain | Prenzlauer Berg | in Betrieb  | seit 1996            | 1925   |
| Rollberg                      | Neukölln        | in Betrieb  | seit 1996            | 1996   |
| Kant-Kino                     | Charlottenburg  | in Betrieb  | seit 2011            | 1912   |
| delphi LUX                    | Charlottenburg  | in Betrieb  | seit 2017            | 2017   |
| Blauer Stern                  | Pankow          | in Betrieb  | seit 2018            | 1918   |
| Broadway                      | Charlottenburg  | eingestellt | 1979–2011            | 1973   |
| Manhattan                     | Reinickendorf   | eingestellt | 1984–2002            | 1971   |
| Olympia                       | Charlottenburg  | eingestellt | 1989–1999            | 1911   |
| Studio                        | Charlottenburg  | eingestellt | 1984–1991            | 1926   |
| Forum                         | Köpenick        | eingestellt | 1993–1998            | 1933   |
| Nord                          | Prenzlauer Berg | eingestellt | 1993–1998            | 1912   |
| Odyssee                       | Prenzlauer Berg | eingestellt | 1993–1999            | 1991   |
| Scala                         | Mitte           | eingestellt | 1993–2000            | 1908   |